# Wasserscheidentransformation
Die Wasserscheidentransformation (WST; engl. Watershed Transformation) ist ein Verfahren zur Segmentierung innerhalb der Bildverarbeitung.

## Prinzip
Das Verfahren wird auf Grauwertbilder angewendet. Der Grauwert wird hierbei als Höheninformation interpretiert. Bei der sukzessiven Flutung des Grauwertgebirges werden Wasserscheiden zwischen aneinandergrenzenden Staubecken errichtet. In der Regel resultiert daraus eine Übersegmentierung des Bildes, insbesondere bei verrauschtem Bildmaterial, zum Beispiel bei medizinischen CT-Daten. Das Bild muss entweder vorbearbeitet werden oder die Regionen müssen anschließend in einem Merge-Schritt anhand eines Ähnlichkeitskriteriums zusammengefasst werden. Alternativ kann je nach Anwendung eine Variante der WST benutzt werden.
Das benötigte Grauwertbild erhält man beispielsweise, indem man den Gradienten des Ursprungsbilds berechnet; die Wasserscheiden sollen sich hier später entlang starker Kanten errichten. Bei Binärdaten kann man das Inverse der euklidischen Distanztransformation berechnen. Die WST soll dann beispielsweise zusammenhängende Objekte trennen.

## Varianten
Bei der vorgefluteten WST werden nur Staubecken geflutet, die eine bestimmte Größe überschreiten.
Bei der hierarchischen WST wird das Ergebnis in eine Graphendarstellung umgewandelt (das heißt, die Nachbarschaftsbeziehungen der segmentierten Regionen werden festgestellt) und darauf werden rekursiv weitere WST durchgeführt. Problem: Die Wasserscheiden werden dabei immer breiter.
Bei der markerbasierten WST erfolgt die Flutung nur von bestimmten Markerpositionen aus, die der Benutzer zuvor interaktiv gesetzt hat oder die mittels morphologischer Operatoren zuvor gewonnen wurden.
Bei interaktiven Varianten der WST ist es möglich, so genannte Include- und Exclude-Punkte zu setzen bzw. künstliche Wasserscheiden zu errichten, um das Segmentierungsergebnis zu verbessern.

## Software
Der Algorithmus ist in den freien Bildverarbeitungsbibliotheken Scikit-image und OpenCV implementiert.